# Pleurosicya
Pleurosicya – rodzaj ryb z rodziny babkowatych.

## Klasyfikacja
Gatunki zaliczane do tego rodzaju:
| - Pleurosicya annandalei - Pleurosicya australis - Pleurosicya bilobata - Pleurosicya boldinghi - Pleurosicya carolinensis - Pleurosicya coerulea - Pleurosicya elongata - Pleurosicya fringilla - Pleurosicya labiata | - Pleurosicya larsonae - Pleurosicya micheli - Pleurosicya mossambica - Pleurosicya muscarum - Pleurosicya occidentalis - Pleurosicya plicata - Pleurosicya prognatha - Pleurosicya sinaia - Pleurosicya spongicola |

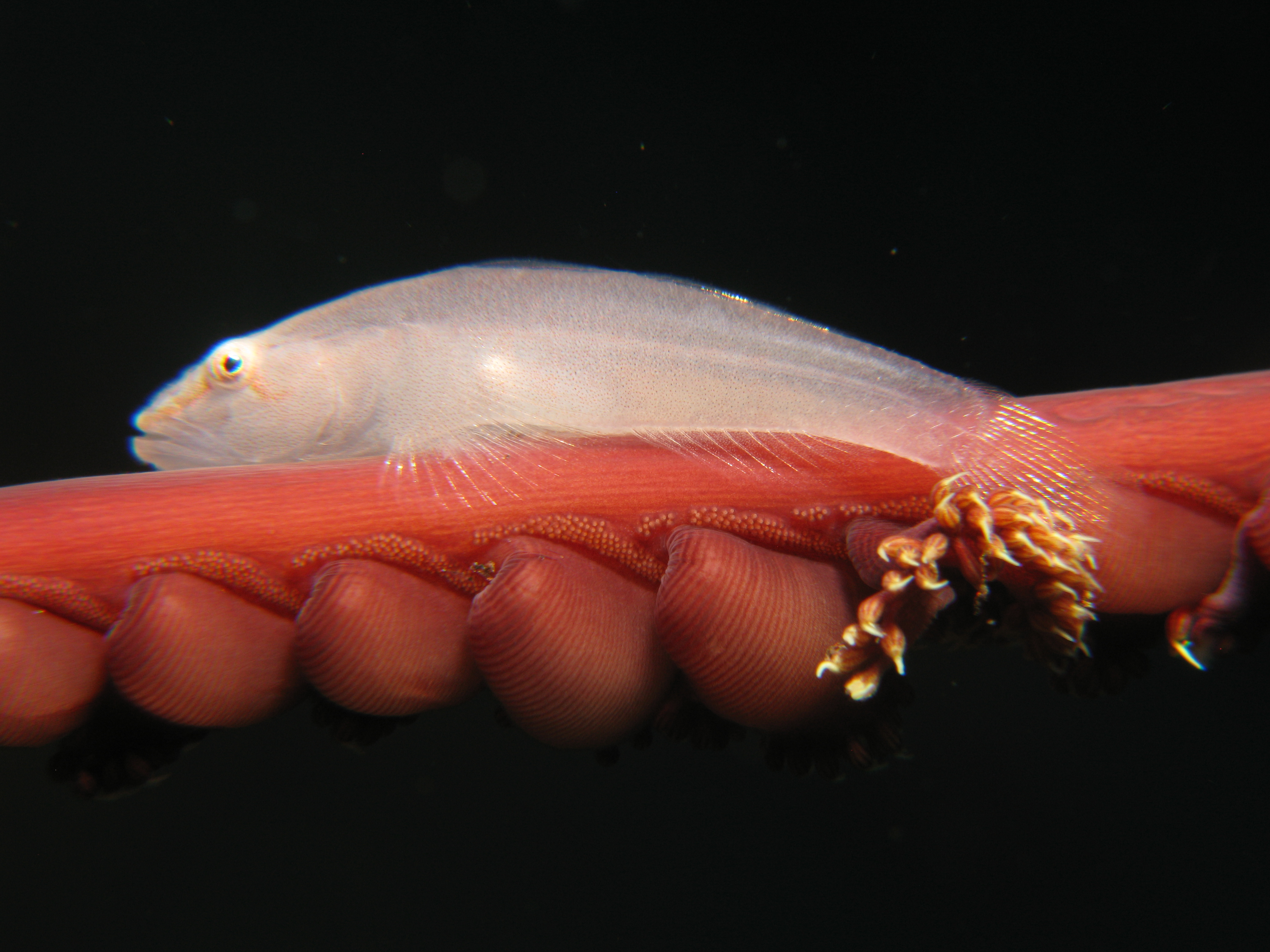
Pleurosicya boldinghi